# ポリギロス
ポリギロス（ギリシャ語:Πολύγυρος / Polygyros）は、ギリシャの中央マケドニア地方のハルキディキ県の県都であり、位置はテッサロニキの南東にあたる。町はホロモンタス山の南西部の高原上にあり、町の北側にはテッサロニキとアルネアを結ぶ道路（GR-16）が通っている。人口は10,721人、面積は470.933km²。ポリギロス市内には、ポリギロス市街（5,040人）の他に、カリヴェ・ポリギル（1,136人）、オリントス（1,131人）、タクシャルキス（1,070人）、ヴラスタマ（793人）の集落が存在する。

## 名称の由来
ポリギロスの町の名称の由来には、さまざまな説が存在する。健康に良い気候であることから「とても」を意味するポリ (poly) と「強い」を意味するゲロス (geros) を組み合わせたという説や、古代の神殿がこの地域に多いことから「多い」を意味するポリ (poly) と「神聖な」を意味するイエロス (ieros) を組み合わせたという説などがある。また、この地の所有者であったポリアロス (Polyaros) という人物に由来するという説もある。

## 歴史

### 古代
現代のポリギロスの町の周辺には、古代都市アポロニアが存在した。アポロニアはオリントス主導で構成されたハルキディキ共同体 (Koinon ton Chalkideon) 32都市の一つであった。ハルキディキ共同体は紀元前379年にスパルタによって崩壊され、紀元前348年には、ハルキディキ地方一帯はピリッポス2世によってマケドニア王国に併合された。その後、紀元前168年にローマ帝国の支配下に入った。

### その後
ポリギロスの町自体は、紀元後1080年頃に東ローマ皇帝ニケフォロス3世ボタネイアテスの皇帝勅書である、クリッソヴロンの中で初めて言及されている。1430年には、他の東ローマ帝国領と同様にオスマン帝国に併合され、セラーニク（テッサロニキ）県の一部となった。1821年5月17日にはオスマン帝国による町の支配に対して、ポリギロスの住民が反乱を起こした。1854年の反乱では町の住民のほとんどが反抗したが、失敗に終わった。第一次バルカン戦争により、ポリギロスの町はギリシャに割譲され、現在に至っている。

## 文化
ポリギオスはカーニバルで有名であり、ギリシャ各地から観光客が訪れる。近郊のパナギア（至聖女という意味であり生神女マリアを指す）と呼ばれる場所では、8月15日に有名な宗教儀式も行われる。また、民俗音楽やダンスも盛んであり、市立音楽学校ではクラシック音楽や現代音楽などが教えられている。

## スポーツ
- ニキ (Niki) - サッカー
- AOP (Athletic Club of Polygyros) - バスケットボール

## 観光名所
- ポリギロス考古学博物館

## 人口推移
| 年   | 人口（人） | 増減        | 都市人口（人） |
| ---- | ---------- | ----------- | -------------- |
| 1981 | 5,239      | -           | -              |
| 1991 | 4,501      | -728/-13.9% | 10,218         |
| 2001 | 6,232      | -           | 10,721         |

## 参考
- "PDF (875 KB) 2001 Census" (ギリシャ語). National Statistical Service of Greece (ΕΣΥΕ). より (2007-10-30)
- "Basic Characteristics". Ministry of the Interior.(ギリシャ語) より (2007-08-07)